# Audra Lindley
Audra Lindley (Los Angeles, 24 september 1918 – aldaar, 16 oktober 1997) was een Amerikaanse actrice die vooral bekend is van haar rol als Helen Roper in de sitcom Three's Company en de spin-off The Ropers.

## Biografie
Audra Lindley werd geboren op 24 september 1918 in Los Angeles (Californië) als dochter van Bert Lindley en Elizabeth Frances Fisher.
Ze startte haar acteercarrière op Broadway in 1942. Na een acteerpauze om vijf kinderen op te voeden, begon ze vanaf begin jaren zestig regelmatig op televisie te verschijnen. Ze werd twee keer genomineerd voor een Golden Globe Award: in 1973 voor haar rol in Bridget Loves Bernie en in 1979 voor haar rol in Three's Company.
Ze was getrouwd met Dr. Aaron Hardy Ulm Jr. van 1943 tot zijn dood in 1970. Het paar kreeg vijf kinderen. In 1972 trouwde ze met acteur James Whitmore. Dat huwelijk eindigde in 1979 met een echtscheiding.
Lindley stierf op 16 oktober 1997 op 79-jarige leeftijd aan complicaties van leukemie in het Cedars Sinai Medical Center. Ze werd gecremeerd en haar as werd begraven in een graf bij haar ouders op Woodlawn Memorial Cemetery in Santa Monica (Californië).

## Carrière
Haar acteerdebuut was in 1942 op Broadway in het toneelstuk Comes the Revelation. Eind jaren veertig zette ze haar acteercarrière op pauze om haar kinderen op te voeden.
In de jaren zestig nam ze het acteren weer op en speelde ze in de soapseries Search for Tomorrow en Another World. In 1971 was ze te zien in Taking Off, de eerste Amerikaanse film van Miloš Forman. Van 1977 tot 1981 had ze diverse gastrollen in The Love Boat.
Haar grootste bekendheid kwam toen ze van 1977 tot 1979 de grappenmakende, voortdurend onbevredigde en seksueel gefrustreerde hospita Helen Roper speelde in de succesvolle sitcom Three’s Company. Haar personage en dat van haar man Stanley, gespeeld door Norman Fell, kregen in 1979 een eigen serie genaamd The Ropers. Dit was een spin-off serie van Three's Company die twee seizoenen liep.
Lindley bleef gestaag op televisie en in films verschijnen, zoals Revenge of the Stepford Wives (1980), Cannery Row (1982) en Best Friends (1982) met in de hoofdrollen Goldie Hawn en Burt Reynolds.
In 1995 speelde ze de grootmoeder van Phoebe Buffay in een aflevering van Friends.
Haar laatste rol was als de moeder van het personage van Cybill Shepherd in een aantal afleveringen van de sitcom Cybill (nadat ze eerder ook Shepherds moeder had gespeeld in de film The Heartbreak Kid uit 1972).